# Leucyssa spongilla
Leucyssa spongilla és una espècie d'esponja calcària, marina i amb espícules formades per carbonat de calci. L'esponja és l'única espècie del gènere Leucyssa, de la família Trichogypsiidae. El nom científic de l'espècie va ser publicat per primera vegada el 1872 per Ernst Haeckel.